# 알알라크
꾸란 96장 알알라크는 주님의 이름으로 경전을 읽으라는 말을 시작으로 주님이 인간을 탄생시킨 과정, 주님이 인간에게 부여한 능력을 위대하게 보는 내용이 담겨있다.
그 다음으론 경건한 신앙생활을 방해한 자의 속성과 그 자의 최후를 예견하는 구절이 있다.
이 장의 끝은 불신자들을 따르지 말고 하나님만을 경배하라고 강조한다.
| 이 전 알틴 | 수라 96 (아랍어 원문) | 다 음 알카드르 |
| 1 2 3 4 5 6 7 8 9 10 11 12 13 14 15 16 17 18 19 20 21 22 23 24 25 26 27 28 29 30 31 32 33 34 35 36 37 38 39 40 41 42 43 44 45 46 47 48 49 50 51 52 53 54 55 56 57 58 59 60 61 62 63 64 65 66 67 68 69 70 71 72 73 74 75 76 77 78 79 80 81 82 83 84 85 86 87 88 89 90 91 92 93 94 95 96 97 98 99 100 101 102 103 104 105 106 107 108 109 110 111 112 113 114 |                       |                |